# اندیس مدگلی (بورجاک)
مدگلی(بورجاک) یک اندیس فلزی است که در حوالی شهر مکسان استان سیستان و بلوچستان قرار دارد و مادهٔ معدنی موجود در آن، مس است.  